# Bärweiler
Bärweiler ist eine Ortsgemeinde im Landkreis Bad Kreuznach in Rheinland-Pfalz. Sie gehört der Verbandsgemeinde Nahe-Glan an.

## Geographie

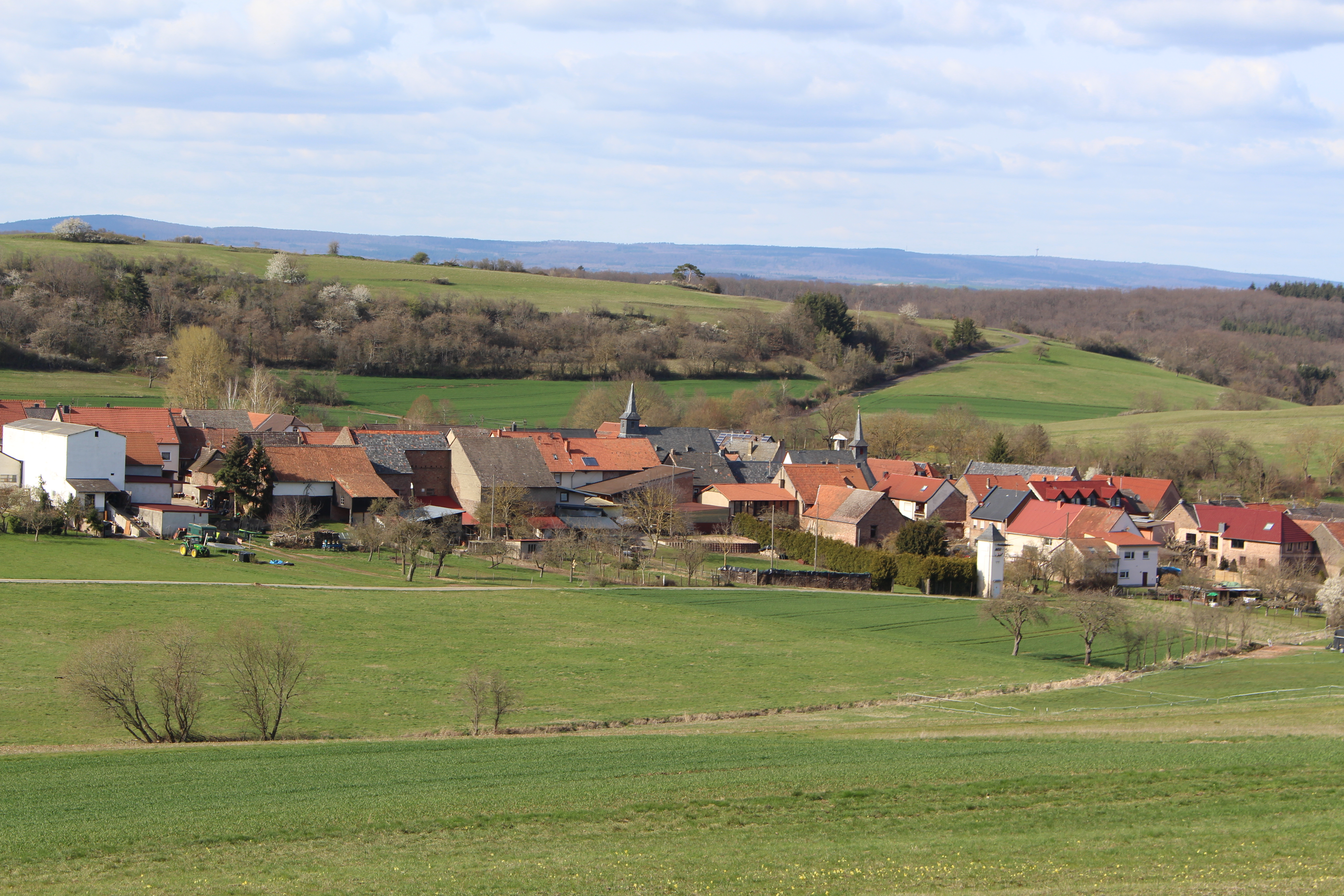
Bärweiler aus südlicher Richtung

Bärweiler liegt am nördlichen Rand des Nordpfälzer Berglandes zwischen den Flüssen Nahe im Norden und Glan im Osten.
Zu Bärweiler gehört auch der Wohnplatz Hottenmühle.

## Geschichte
Bärweiler wurde im Jahre 1363 erstmals urkundlich erwähnt. 1816 bis 1866 gehörte es zum Oberamt Meisenheim der Landgrafschaft Hessen-Homburg und kam mit diesem 1866 zum Königreich Preußen.
Bevölkerungsentwicklung
Die Entwicklung der Einwohnerzahl von Bärweiler, die Werte von 1871 bis 1987 beruhen auf Volkszählungen:
| Jahr | Einwohner |
| ---- | --------- |
| 1815 | 356       |
| 1835 | ~ 400     |
| 1871 | 439       |
| 1905 | 354       |
| 1939 | 386       |
| 1950 | 420       |
| 1961 | 365       |

| Jahr | Einwohner |
| ---- | --------- |
| 1970 | 317       |
| 1987 | 304       |
| 1997 | 300       |
| 2005 | 271       |
| 2011 | 243       |
| 2017 | 222       |
| 2023 | 212       |

## Politik

### Bürgermeister
Ortsbürgermeister ist Helmut Schmell. Da bei der Kommunalwahl am 26. Mai 2019 kein Kandidat angetreten war, wurde er am 9. Juli 2019 vom Gemeinderat gewählt. Zur Direktwahl am 9. Juni 2024 gab es erneut keine Bewerbungen. Daher erfolgt diese wie bereits 2019 durch den Rat.

### Wappen
| Wappen von Bärweiler | Blasonierung: „In Rot-Gold geschachtem Schild eine schwarze Spitze, belegt mit goldenem Löwenkopf.“                                                                     |
| Wappen von Bärweiler | Wappenbegründung: Es verweist auf die früheren Ortsherrschaften. Die Schachtung entstammt dem Wappen der Herren von Stromberg, der Löwe dem der Wildgrafen von Kyrburg. |

## Kultur und Sehenswürdigkeiten
Bärweiler liegt im Hügelland zwischen Bad Sobernheim und Meisenheim. Die landwirtschaftlich geprägte Wohngemeinde hat eine Gemarkungsgröße von 611 ha. In den vergangenen Jahren nahm die Gemeinde mehrfach erfolgreich an der Aktion „Unser Dorf soll schöner werden“ teil. Das Backhaus aus dem 17. Jahrhundert wurde im Jahre 1980 renoviert und gehört zu den ältesten erhaltenen Gebäuden im Land.
Siehe auch:
- Liste der Kulturdenkmäler in Bärweiler
- Liste der Naturdenkmale in Bärweiler

## Verkehr
Im Norden verläuft die Bundesstraße 41. In Bad Sobernheim ist ein Bahnhof der Bahnstrecke Bingen–Saarbrücken.

## Persönlichkeiten
- Oskar Köhl (1869–1928), Gründer des Frankenwaldvereins